# Nilto Maciel
Nilto Maciel (Baturité, 30 de janeiro de 1945 - Fortaleza, 29 de abril de 2014) foi um escritor e pesquisador brasileiro.

## Biografia
Formou-se pela Faculdade de Direito da Universidade Federal do Ceará.
Morou em Brasília de 1977 a 2002, tendo trabalhado na Câmara dos Deputados, Supremo Tribunal Federal e Tribunal de Justiça do DF. 
Em Fortaleza, foi um dos fundadores da revista O Saco (1976). 
Editou, de 1992 a 2008, a revista Literatura. 
Tem contos e poemas publicados em esperanto, espanhol, italiano e francês. O Cabra que Virou Bode foi transposto para a tela (vídeo), pelo cineasta Clébio Ribeiro, em 1993.
Organizou, com Glauco Mattoso, Queda de Braço — Uma Antologia do Conto Marginal (Rio de Janeiro/Fortaleza, 1977). Participa de diversas coletâneas, entre elas Quartas Histórias – Contos Baseados em Narrativas de Guimarães Rosa, org. por Rinaldo de Fernandes (Ed. Garamond, Rio de Janeiro, 2006); 15 Cuentos Brasileros/15 Contos Brasileiros, edición bilingüe español-portugués, org. por Nelson de Oliveira e tradução de Federico Lavezzo (Córdoba, Argentina, Editorial Comunicarte, 2007); e Capitu Mandou Flores, org. por Rinaldo de Fernandes (Geração Editorial, São Paulo, 2008). 

## Obra publicada
- Itinerário, contos, 1.ª ed. 1974, ed. do Autor, Fortaleza, CE; 2.ª ed. 1990, Scortecci Editora, São Paulo, SP.
- Tempos de Mula Preta, contos, 1.ª ed. 1981, Secretaria da Cultura do Ceará; 2.ª ed. 2000, Papel Virtual Editora, Rio de Janeiro, RJ.
- A Guerra da Donzela, novela, l.ª ed. 1982, 2.ª ed. 1984, 3.ª ed. 1985, Editora Mercado Aberto, Porto Alegre, RS.
- Punhalzinho Cravado de Ódio, contos, 1986, Secretaria da Cultura do Ceará.
- Estaca Zero, romance, 1987, Edicon, São Paulo, SP.
- Os Guerreiros de Monte-Mor, romance, 1988, Editora Contexto, São Paulo, SP.
- O Cabra que Virou Bode, romance, 1.ª ed. 1991, 2.ª ed. 1992, 3.ª ed. 1995, 4.ª ed. 1996, Editora Atual, São Paulo, SP.
- As Insolentes Patas do Cão, contos, 1991, Scortecci Editora, São Paulo, SP.
- Os Varões de Palma, romance, 1994, Editora Códice, Brasília.
- Navegador, poemas, 1996, Editora Códice, Brasília.
- Babel, contos, 1997, Editora Códice, Brasília.
- A Rosa Gótica, romance, 1.ª ed. 1997, Fundação Catarinense de  Cultura, Florianópolis, SC (Prêmio Cruz e Sousa, 1996), 2.ª ed. 2002, Thesaurus Editora, Brasília, DF.
- Vasto Abismo, novelas, 1998, Ed. Códice, Brasília.
- Pescoço de Girafa na Poeira, contos, 1999, Secretaria de Cultura do Distrito Federal/Bárbara Bela Editora Gráfica, Brasília.
- A Última Noite de Helena, romance, 2003. Editora Komedi, Campinas, SP.
- Os Luzeiros do Mundo, romance, 2005. Editora Códice, Fortaleza, CE.
- Panorama do Conto Cearense, ensaio, 2005. Editora Códice, Fortaleza, CE.
- A Leste da Morte, contos, 2006. Editora Bestiário, Porto Alegre, RS.
- Carnavalha, romance, 2007. Bestiário, Porto Alegre, RS.
- Contistas do Ceará: D'A Quinzena ao Caos Portátil, ensaio, 2008. Imprece, Fortaleza, CE.
- Contos reunidos (volume I), 2009. Editora Bestiário, Porto Alegre, RS.
- Menos vivi do que fiei palavras, 2012. Editora Penalux, Guaratinguetá, SP.
- Sôbolas Manhãs, 2014. Editora Bestiário, Porto Alegre, RS.

## Prêmios
- Prêmio da Secretaria de Cultura e Desporto do Ceará, 1981, com o livro de contos Tempos de Mula Preta;
- Prêmio da Secretaria de Cultura e Desporto do Ceará, 1986, com o livro de contos Punhalzinho Cravado de Ódio;
- Prêmio “Brasília de Literatura”, 90, categoria romance nacional, promovido pelo Governo do Distrito Federal, com A Última Noite de Helena;
- Prêmio  “Graciliano Ramos”, 92/93, categoria romance nacional, promovido pelo Governo do Estado de Alagoas, com Os Luzeiros do Mundo;
- Prêmio “Cruz e Sousa”, 96, categoria romance nacional, promovido pelo Governo do Estado de Santa Catarina, com A Rosa Gótica;
- Prêmio VI Prêmio Literário Cidade de Fortaleza, 1996,
- Prêmio Fundação Cultural de Fortaleza, CE, com o conto Apontamentos Para Um Ensaio;
- Prêmio “Bolsa Brasília de Produção Literária”, 98, categoria conto, com o livro Pescoço de Girafa na Poeira;
- Prêmio "Eça de Queiroz", 99, categoria novela, União Brasileira de Escritores, Rio de Janeiro, com o livro Vasto Abismo.